# Koza İpek Holding
Koza İpek Holding er en tyrkisk forretningskonglomerat. Det omfatter mineselskaberne Koza Altin og Koza Anadolu (Koza Anadolu Metal Madencilik Isletmeleri AS, forkortet KOZAA. Koza Davetiye er en markedsføringsgren for pressevirksomhed. Media aktiver (via Koza İpek Gazetecilik ve YAYINCILIK A.Ş.) omfatter den meget læste avis Bugün, den mindre læste daglige avis Millet, og to TV/radiostationer, Bugün TV og Kanaltürk TV, den sidstnævnte blev købt af virksomheden i 2008. 
Virksomheden blev grundlagt af Ali İpek i 1948 med Ipek Printery Company, Ipek MATBAACILIK Sanayi ve Ticaret AS. Den anses for at være forbundet til et netværk af tilhængere af den tyrkiske USA-baserede prædikant Fethullah Gülen. Fra 2002 var Gülen-netværket og dets tilhørende medier trofaste støtter til den konservative AKP-regering, men i 2013 indtraf en splittelse.
Den 1. september 2015 Politiet ransagede mere end 20 medier af Koza İpek Holding, herunder Ankara-kontoret for avisen Bugün, som den dag fremsatte beskyldninger om våbenleverancer til Islamisk Stat-militante ved den tyrkiske grænseby Akçakale. I en igangværende proces mod Koza İpeks bestyrelsesformand Akin Ipek og andet personale ved virksomheden, er disse blev beskyldte for "at give økonomisk støtte til Fetullahist Terror Organization (Feto) og for at formidle dennes propaganda."
Efter en retskendelse blev virksomheden den 26. oktober 2015 placeret under et panel af tillidsfolk, der omfatter tidligere ledere fra den regeringsvenlige Turkuvaz Media Group. Kun få dage før parlamentsvalget 1. november fremsatte oppositionen beskyldninger om, at beslaglæggelsen af bedriften var et skridt til at skræmme medier til stilhed for stemmer kritiske over for AKP. CHP leder Kemal Kılıçdaroğlu udtalte, at demokrati og lovgivning blev suspenderet, hvis en anklager var i stand til at gribe et selskab uden retskendelse.
Den 28. oktober 2015 stormede tyrkisk politi hovedkvarteret for Koza-Ipek mediekoncernen i Istanbul, affyrede tåregas og brugte vandkanoner for at sprede demonstranter uden for kontorerne. Politiets raid var ifølge Ankaras chefanklager knyttet til en undersøgelse af den gruppe, som er mistænkt for "terror finansiering" og "terror propaganda". Europa-Parlamentets præsident Martin Schulz tweetede, at han var "dybt bekymret" for raiden.